# مارك بريدلوف
مارك بريدلوف (بالإنجليزية: Marc Breedlove)‏ هو عالم أعصاب وعالم نفس أمريكي، ولد في 1954.